# Анекдоти про москалів
Анекдоти про москалів — анекдоти, основною темою яких є співжиття українців та росіян. Москалі — дуже популярна тема українських анекдотів. Перші анекдоти такого типу, москалем вважали власне солдата царської армії, але сучасні анекдоти використовують гумористичний, гіперболізований образ росіянина.
Популярність цієї тематики пояснюється тривалим історичним досвідом спільного проживання і конфронтації українців і росіян, взаємовпливів і боротьби культур і мов цих народів. «Москалів» часто зображають п'яницями, байдужими, непрактичними і нетямущими. Багато анекдотів на цю тему належать до чорного гумору. Вони є свідоцтвом існування між обома народами неприязні. Наприклад:

| 1933 рік. Українське село. До криниці підійшов чоловік і схилився, щоб випити води. Підбіг дід і застерігає: — Чоловіче, не пий! Москалі воду отруїли! — Что ти гаваріш? — Я говорю: пий мєдлено, вода холодна, горло застудиш. |
| |

| Криївка УПА. Старшина, перекладач і полонений «стрибок». — Спитай москаля, де розташована їхня частина. — Руководітель спрашивает, гдє расположена ваша часть. — Я нє скажу! — Москаль відповів, що не скаже. — То скажи, що зараз ми його катуватимемо. — Руководітель говоріт, шо сєйчас тєбя будут питать. — Я все равно не скажу! — Москаль каже, що все одно мовчатиме. — То клич хлопців із жаровенькою й цвяшками. […] — А что это они внесли? — Это жаровня. Сечас в ней раскалят гвозди и загонят их тєбє под ногти. — Нет, нет! Скажіте вашему начальніку, што я все расскажу! — Що там москаль белькоче? — Каже, що москалі тортур не бояться. Криївка УПА. Новобранець та командир. — Ото підеш, вб'єш москаля а потім ластівку. — А ластівку за шо? Криївка УПА. Розмова новобранців. — Стою біля хати, а тут москаль. Я його шаблюкою на шматки. — Ого! — На другий день ідуть десять москалів. Я їх шаблюкою... — Та шось ти брешеш Іване. — Та брешу Петре, але як я їх ненавиджу! |
| |

Втім анекдоти війни не викликають. Їхні «шпилькові уколи» є засобом зняття національної напруги. Одна з ознак анекдотів — гіперболізація, тому почуття і риси національного характеру як українців, так й інших народів, подаються в анекдотах у гротескному вигляді. Наприклад:

| Гуцул іде по полонині і веде за руку хлопчика-негра. Другий гуцул: — Іване, а хто то? — Онук. — Марійчин хлопець? — Марійчин! — А Марійка де? — Вчиться в місті. — А чого воно таке чорне? — Зате гарантія, що не москаль! |
| |

Українцям притаманна толерантність, але чуже вони сприймають через призму визначальних особливостей власного етносу, що приймаються за норму. Відповідно, риси, властиві іншим народам, трактуються як відхилення від норми. Тому в українських анекдотах про інші національності маємо справу з етностереотипами, своєрідними масками, кліше. Наприклад:

| — Куме, знаєш що по-москальськи означає наше козацьке слово «шабля»? — Ну і що?? — Тихіше, панночко! |
| |

Анекдоти про москалів існують не лише в українській культурі. Подібні анекдоти мають також білоруси та поляки. У сюжетах білоруського фольклору росіяни виступають переважно хитрими і підступними, рідше — недалекими, заздрісними або лінивими. Прикладом білоруського анекдоту про москалів може бути такий: 

| Злавіў беларус залатую рыбку і кажа: - Хачу, каб мёртвыя маскалі плылі ў трунах па Дняпру. Рыбка: - Дык не ўсе маскалі такія паганыя, сустракаюцца сярод іх і добрыя. Беларус: - Ну добра, тады няхай паганыя маскалі плывуць у паганых трунах, а добрыя - у добрых. |
| |

Приклад сучасного білоруського анекдоту про москалів: 

| Што адрозьнівае сапраўднага беларуса? Сапраўдны беларус у сваім жыцьці павінен зрабіць чатыры рэчы: 1) пабудаваць дом, 2) нарадзіць сына, 3) забіць маскаля, 4) забіць птушачку. Калі вы пытаецеся, чаму забіць птушачку, то вы сапраўдны беларус, таму што трэці пункт пытаньня не выклікае. |
| |

## Анекдоти про москалів різних часів
| Ходить москаль по лісу з кошиком - збирає гриби... Ззаду з автоматом напоготові підходить бандерівець: - Ти шо тут робиш? - Гріби собіраю... Бандерівець, направляючи автомата: - А ти їх тут садив? |
| |

| Зустрічаються два українці та й один другому каже: - Куме, я позавчора зранку встаю, а на моєму ставку москаль рибу ловить. Ну я його з гвинтівки ба-бах і вбив. - Добре зробили куме. - А вчора я встаю, а там уже два москалі. Ну я їх з автомата бах-бах та й убив. - Ну добре зробили куме. - А сьогодні я встаю, а весь ставок москалі обсіли і всі мою рибу ловлять. Ну я їх всіх з кулемета розстріляв. - Та ви куме брешете. - Та брешу, але як би гарно було. |
| |

| - Вуйку Стефане, вуйку Стефане! Що то ви робите?! Навіщо ви берізку рубаєте? Така струнка, молоденька, так око зеленими листочками милувала, а ви її геть! - Ой, сусіде, й не кажіть, в самого серце кров'ю обливається, але мушу те зробити - прийдуть москалі, побачать берізку і скажуть: "Родіна"... |
| |